# 서울성내초등학교 축구부
서울성내초등학교 축구부는 대한민국 서울특별시에 있는 초등학교 축구부이다. 서울성내초등학교가 운영하는 축구부로, 1969년에 창단 되었다.

## 출신 선수
김은중 (수원FC 감독직)
이호 (서울이랜드 수석코치진)
정승용 (2024 성남FC 주장)

## 참고 자료
- “KFA 통합경기정보 시스템”. 대한축구협회.

## 같이 보기
- 서울성내초등학교